# Liste des monuments historiques de Maurice
Cet article recense les monuments historiques de Maurice, État insulaire de l'océan Indien.

## Liste
| Monument | Localité           | Adresse | Coordonnées                      | Identifiant | Date | Illustration                                |
| --- | ------------------ | ------- | -------------------------------- | ----------- | ---- | ------------------------------------------- |
| Batterie de l'Harmonie                                                                                              | Rivière Noire      |         | À géolocaliser                   | 1           |      | Image manquante · Verser une photographie   |
| Colonel Draper Tomb (La Mivoie Cemetery)                                                                            | Rivière Noire      |         | À géolocaliser                   | 2           |      | Image manquante · Verser une photographie   |
| La Tour Koenig | Rivière Noire      |         | À géolocaliser                   | 3           |      | Image manquante · Verser une photographie   |
| Le Morne | Rivière Noire      |         | À géolocaliser                   | 3A          |      | Image manquante · Verser une photographie   |
| Martello Tower (La Preneuse)                                                                                        | Rivière Noire      |         | À géolocaliser                   | 4           |      | Image manquante · Verser une photographie   |
| Old Cemetery of Le Morne                                                                                            | Rivière Noire      |         | À géolocaliser                   | 5           |      | Image manquante · Verser une photographie   |
| Pandurang Kshetra Mandir (Cascavelle)                                                                               | Rivière Noire      |         | À géolocaliser                   | 6           |      | Image manquante · Verser une photographie   |
| Arul Migou Dhandayouthabani Swami Kovil                                                                             | Flacq              |         | À géolocaliser                   | 1           |      | Image manquante · Verser une photographie   |
| Commerson Monument                                                                                                  | Flacq              |         | À géolocaliser                   | 2           |      | Image manquante · Verser une photographie   |
| District Court | Flacq              |         | À géolocaliser                   | 3           |      | Image manquante · Verser une photographie   |
| Limekilns (Poste de Flacq)                                                                                          | Flacq              |         | À géolocaliser                   | 4           |      | Image manquante · Verser une photographie   |
| Old Cemetery (Poste de Flacq)                                                                                       | Flacq              |         | À géolocaliser                   | 5           |      | Image manquante · Verser une photographie   |
| Old Sugar Mill Chimney (Petite Retraite)                                                                            | Flacq              |         | À géolocaliser                   | 6           |      | Image manquante · Verser une photographie   |
| Pont D’Epinay (Bramsthan)                                                                                           | Flacq              |         | À géolocaliser                   | 7           |      | Image manquante · Verser une photographie   |
| Prisons of Belle Mare                                                                                               | Flacq              |         | À géolocaliser                   | 8           |      | Image manquante · Verser une photographie   |
| Ruins of Quatre Cocos Factory                                                                                       | Flacq              |         | À géolocaliser                   | 9           |      | Image manquante · Verser une photographie   |
| Sugar Factory (Belle Mare )                                                                                         | Flacq              |         | À géolocaliser                   | 10          |      | Image manquante · Verser une photographie   |
| Tomb of Le Comte Gaud Louis Ravanel (St. Julien Cemetery)                                                           | Flacq              |         | À géolocaliser                   | 11          |      | Image manquante · Verser une photographie   |
| Verandah of Manager’s Residence (Constance)                                                                         | Flacq              |         | À géolocaliser                   | 12          |      | Image manquante · Verser une photographie   |
| | Grand Port         |         | À géolocaliser                   | 1           |      | Image manquante · Verser une photographie   |
| Government House, Le Réduit                                                                                         | Moka               |         | À géolocaliser                   | 1           |      | Image manquante · Verser une photographie   |
| Abbe Buovanita Tomb (Pamplemousses Cemetery)                                                                        | Pamplemousses      |         | À géolocaliser                   | 1           |      | Image manquante · Verser une photographie   |
| Adrien d'Epinay Tomb (Pamplemousses Cemetery)                                                                       | Pamplemousses      |         | À géolocaliser                   | 2           |      | Image manquante · Verser une photographie   |
| Balaclava (Arsenal)                                                                                                 | Pamplemousses      |         | À géolocaliser                   | 3           |      | Image manquante · Verser une photographie   |
| Batterie des Grenadiers (Pointe aux Piments)                                                                        | Pamplemousses      |         | À géolocaliser                   | 4           |      | Image manquante · Verser une photographie   |
| Battery at Oberoi Hotel (Pointe aux Piments)                                                                        | Pamplemousses      |         | À géolocaliser                   | 5           |      | Image manquante · Verser une photographie   |
| Battery at Pointe aux Cannoniers Hotel (Pointe aux Cannoniers)                                                      | Pamplemousses      |         | À géolocaliser                   | 6           |      | Image manquante · Verser une photographie   |
| Cere Tomb (Pamplemousses Gardens)                                                                                   | Pamplemousses      |         | À géolocaliser                   | 7           |      | Image manquante · Verser une photographie   |
| Charles Planel Tomb (Pamplemousses Cemetery)                                                                        | Pamplemousses      |         | À géolocaliser                   | 8           |      | Image manquante · Verser une photographie   |
| Charles Thomy Pitot Tomb (Pamplemousses Cemetery)                                                                   | Pamplemousses      |         | À géolocaliser                   | 9           |      | Image manquante · Verser une photographie   |
| Cimetière des Esclaves                                                                                              | Pamplemousses      |         | À géolocaliser                   | 10          |      | Image manquante · Verser une photographie   |
| Dr Goomany Tomb (Pointe aux Cannoniers)                                                                             | Pamplemousses      |         | À géolocaliser                   | 11          |      | Image manquante · Verser une photographie   |
| Fort Albert (Tombeau Bay)                                                                                           | Pamplemousses      |         | À géolocaliser                   | 12          |      | Image manquante · Verser une photographie   |
| Lienard Memorial | Pamplemousses      |         | À géolocaliser                   | 13          |      | Image manquante · Verser une photographie   |
| Powder Magazine at Oberoi Hotel (Pointe aux Piments)                                                                | Pamplemousses      |         | À géolocaliser                   | 14          |      | Image manquante · Verser une photographie   |
| Magon de La Villebague Tomb (Pamplemousses Cemetery)                                                                | Pamplemousses      |         | À géolocaliser                   | 15          |      | Image manquante · Verser une photographie   |
| Model Factory (Pamplemousses Gardens)                                                                               | Pamplemousses      |         | À géolocaliser                   | 16          |      | Image manquante · Verser une photographie   |
| Mon Plaisir Building (Pamplemousses Gardens)                                                                        | Pamplemousses      |         | À géolocaliser                   | 17          |      | Image manquante · Verser une photographie   |
| Old Fort (Tombeau Bay)                                                                                              | Pamplemousses      |         | À géolocaliser                   | 18          |      | Image manquante · Verser une photographie   |
| Old Lighthouse (Pointe aux Cannoniers)                                                                              | Pamplemousses      |         | À géolocaliser                   | 19          |      | Image manquante · Verser une photographie   |
| Powder House at Oberoi Hotel (Pointe aux Piments)                                                                   | Pamplemousses      |         | À géolocaliser                   | 20          |      | Image manquante · Verser une photographie   |
| Powder Magazine (Pointe aux Cannoniers)                                                                             | Pamplemousses      |         | À géolocaliser                   | 21          |      | Image manquante · Verser une photographie   |
| Prince Ehenelepola Monument                                                                                         | Pamplemousses      |         | À géolocaliser                   | 22          |      | Image manquante · Verser une photographie   |
| Ruins of French Arsenal (Baie aux Tortues)                                                                          | Pamplemousses      |         | À géolocaliser                   | 23          |      | Image manquante · Verser une photographie   |
| St Francois d’Assise Church                                                                                         | Pamplemousses      |         | À géolocaliser                   | 24          |      | Image manquante · Verser une photographie   |
| Sugar Factory (Grande Rosalie)                                                                                      | Pamplemousses      |         | À géolocaliser                   | 25          |      | Image manquante · Verser une photographie   |
| The Presbytery (Pamplemousses)                                                                                      | Pamplemousses      |         | À géolocaliser                   | 26          |      | Image manquante · Verser une photographie   |
| Tower of Old Powder Mill                                                                                            | Pamplemousses      |         | À géolocaliser                   | 27          |      | Image manquante · Verser une photographie   |
| Triolet Maheswarnath Shivala                                                                                        | Pamplemousses      |         | À géolocaliser                   | 28          |      | Image manquante · Verser une photographie   |
| Windmill Tower (Riche Terre)                                                                                        | Pamplemousses      |         | À géolocaliser                   | 29          |      | Image manquante · Verser une photographie   |
| Abbé de la Caille Memorial (Municipality of Curepipe Compound)                                                      | Plaines Wilhems    |         | À géolocaliser                   | 1           |      | Image manquante · Verser une photographie   |
| Carnegie Library (Curepipe)                                                                                         | Plaines Wilhems    |         | À géolocaliser                   | 2           |      | Image manquante · Verser une photographie   |
| Chapman Tomb (Beau Bassin)                                                                                          | Plaines Wilhems    |         | À géolocaliser                   | 3           |      | Image manquante · Verser une photographie   |
| Dr. Stadtman Tomb (Chebel)                                                                                          | Plaines Wilhems    |         | À géolocaliser                   | 4           |      | Image manquante · Verser une photographie   |
| Flinder's Memorial (La Marie)                                                                                       | Plaines Wilhems    |         | À géolocaliser                   | 5           |      | Image manquante · Verser une photographie   |
| Laperouse Memorial (Eau Coulée)                                                                                     | Plaines Wilhems    |         | À géolocaliser                   | 6           |      | Image manquante · Verser une photographie   |
| Old Chapel of St Anne                                                                                               | Plaines Wilhems    |         | À géolocaliser                   | 7           |      | Image manquante · Verser une photographie   |
| Old Labourers’ Quarters (Trianon)                                                                                   | Plaines Wilhems    |         | À géolocaliser                   | 8           |      | Image manquante · Verser une photographie   |
| Post Office (Rose-Hill)                                                                                             | Plaines Wilhems    |         | À géolocaliser                   | 9           |      | Image manquante · Verser une photographie   |
| Private Cemetery of Martin-Moncamp Family (Trianon)                                                                 | Plaines Wilhems    |         | À géolocaliser                   | 10          |      | Image manquante · Verser une photographie   |
| Statue of Aimé de Sornay, Municipality of Curepipe Compound                                                         | Plaines Wilhems    |         | À géolocaliser                   | 11          |      | Image manquante · Verser une photographie   |
| Statue of J.P. Toulet, Municipality of Curepipe Compound                                                            | Plaines Wilhems    |         | À géolocaliser                   | 12          |      | Image manquante · Verser une photographie   |
| Statue of Paul et Virginie, Municipality of Curepipe Compound                                                       | Plaines Wilhems    |         | À géolocaliser                   | 13          |      | Image manquante · Verser une photographie   |
| The Curepipe Town Hall                                                                                              | Plaines Wilhems    |         | À géolocaliser                   | 14          |      | Image manquante · Verser une photographie   |
| The Emmanuel Anquetil Tomb (St. Jean Cemetery)                                                                      | Plaines Wilhems    |         | À géolocaliser                   | 15          |      | Image manquante · Verser une photographie   |
| The Monument aux Morts (Curepipe)                                                                                   | Plaines Wilhems    |         | À géolocaliser                   | 16          |      | Image manquante · Verser une photographie   |
| The Royal College (Curepipe)                                                                                        | Plaines Wilhems    |         | À géolocaliser                   | 17          |      | Image manquante · Verser une photographie   |
| Tomb of John Comber-Browne (St. Thomas Cemetery, Beau Bassin)                                                       | Plaines Wilhems    |         | À géolocaliser                   | 18          |      | Image manquante · Verser une photographie   |
| Plaza Theatre | Plaines Wilhems    |         | À géolocaliser                   | 19          |      | Image manquante · Verser une photographie   |
| Aapravasi Ghat and the remaining part of the structure comprising it                                                | Port Louis         |         | À géolocaliser                   | 1           |      | Image manquante · Verser une photographie   |
| Abreuvoir (New Moka Street)                                                                                         | Port Louis         |         | À géolocaliser                   | 2           |      | Image manquante · Verser une photographie   |
| Al Aqsa Mosque (Plaine Verte, Port Louis)                                                                           | Port Louis         |         | À géolocaliser                   | 3           |      | Image manquante · Verser une photographie   |
| Bowen Square | Port Louis         |         | À géolocaliser                   | 4           |      | Image manquante · Verser une photographie   |
| Canal Dayot Aqueduct                                                                                                | Port Louis         |         | À géolocaliser                   | 5           |      | Image manquante · Verser une photographie   |
| Case Creole/Creole Cottage (6, St. Georges Street, Port Louis)                                                      | Port Louis         |         | À géolocaliser                   | 6           |      | Image manquante · Verser une photographie   |
| Central Market | Port Louis         |         | À géolocaliser                   | 7           |      | Image manquante · Verser une photographie   |
| Central Railway Station                                                                                             | Port Louis         |         | À géolocaliser                   | 8           |      | Image manquante · Verser une photographie   |
| Charles Henry Leal Tomb (Western Cemetery)                                                                          | Port Louis         |         | À géolocaliser                   | 9           |      | Image manquante · Verser une photographie   |
| Chien de Plomb | Port Louis         |         | À géolocaliser                   | 10          |      | Image manquante · Verser une photographie   |
| Cimetière Breton (G.R.N.W.)                                                                                         | Port Louis         |         | À géolocaliser                   | 11          |      | Image manquante · Verser une photographie   |
| Cohan Tai Biou Pagoda (Kwan Tee Pagoda) (Les Salines)                                                               | Port Louis         |         | À géolocaliser                   | 12          |      | Image manquante · Verser une photographie   |
| Colonel Joseph Yates Tomb (Western Cemetery)                                                                        | Port Louis         |         | À géolocaliser                   | 13          |      | Image manquante · Verser une photographie   |
| Colonial Residence also known as the Ex-Compound of the French Consulate (Port Louis)                               | Port Louis         |         | À géolocaliser                   | 14          |      | Image manquante · Verser une photographie   |
| D'Archibald de Litchfield Tomb (Western Cemetery)                                                                   | Port Louis         |         | À géolocaliser                   | 15          |      | Image manquante · Verser une photographie   |
| Dominus Arthur Chicester Tomb (Western Cemetery)                                                                    | Port Louis         |         | À géolocaliser                   | 16          |      | Image manquante · Verser une photographie   |
| Donjon St Louis and surrounding                                                                                     | Port Louis         |         | À géolocaliser                   | 17          |      | Image manquante · Verser une photographie   |
| Dr. F. Dauban Tomb (Western Cemetery)                                                                               | Port Louis         |         | À géolocaliser                   | 18          |      | Image manquante · Verser une photographie   |
| Flour Mill (G.R.N.W.)                                                                                               | Port Louis         |         | À géolocaliser                   | 19          |      | Image manquante · Verser une photographie   |
| Fort Adelaide (Citadelle)                                                                                           | Port Louis         |         | À géolocaliser                   | 20          |      | Image manquante · Verser une photographie   |
| Fort George | Port Louis         |         | À géolocaliser                   | 21          |      | Image manquante · Verser une photographie   |
| Fountain (Artillery Square)                                                                                         | Port Louis         |         | À géolocaliser                   | 22          |      | Image manquante · Verser une photographie   |
| Fountain (St Louis Cathedral)                                                                                       | Port Louis         |         | À géolocaliser                   | 23          |      | Image manquante · Verser une photographie   |
| French Batteries (Dumas)                                                                                            | Port Louis         |         | À géolocaliser                   | 24          |      | Image manquante · Verser une photographie   |
| French Retranchements (Pamplemousses Road)                                                                          | Port Louis         |         | À géolocaliser                   | 25          |      | Image manquante · Verser une photographie   |
| General Jacob de Cordemoy Tomb (Western Cemetery)                                                                   | Port Louis         |         | À géolocaliser                   | 26          |      | Image manquante · Verser une photographie   |
| Government House | Port Louis         |         | À géolocaliser                   | 27          |      | Image manquante · Verser une photographie   |
| Hospital (G.R.N.W.)                                                                                                 | Port Louis         |         | À géolocaliser                   | 28          |      | Image manquante · Verser une photographie   |
| Ireland Blyth (Stone) Building, 10 Dr. Ferrière Street                                                              | Port Louis         |         | À géolocaliser                   | 29          |      | Image manquante · Verser une photographie   |
| Leoville L’Homme Tomb (Western Cemetery)                                                                            | Port Louis         |         | À géolocaliser                   | 30          |      | Image manquante · Verser une photographie   |
| Leoville L'Homme Tomb (Western Cemetery)                                                                            | Port Louis         |         | À géolocaliser                   | 31          |      | Image manquante · Verser une photographie   |
| Line Barracks | Port Louis         |         | À géolocaliser                   | 32          |      | Image manquante · Verser une photographie   |
| Lislet Geoffroy Tomb (Western Cemetery)                                                                             | Port Louis         |         | À géolocaliser                   | 33          |      | Image manquante · Verser une photographie   |
| Louis Lechelle Tomb (Western Cemetery)                                                                              | Port Louis         |         | À géolocaliser                   | 34          |      | Image manquante · Verser une photographie   |
| Malartic Tomb (Champ de Mars)                                                                                       | Port Louis         |         | À géolocaliser                   | 35          |      | Image manquante · Verser une photographie   |
| Mauritius Institute Building                                                                                        | Port Louis         |         | À géolocaliser                   | 36          |      | Image manquante · Verser une photographie   |
| Military Hospital                                                                                                   | Port Louis         |         | À géolocaliser                   | 37          |      | Image manquante · Verser une photographie   |
| Mitr Mandal Samaj (Sainte Croix)                                                                                    | Port Louis         |         | À géolocaliser                   | 38          |      | Image manquante · Verser une photographie   |
| Monument commemorating the 141st anniversary of the abolition of slavery in Mauritius, Jardin de la Compagnie       | Port Louis         |         | À géolocaliser                   | 39          |      | Image manquante · Verser une photographie   |
| Monument commemorating the landing of Commandant Guillaume Dufresne on 20 September 1715, Robert Edward Hart Garden | Port Louis         |         | À géolocaliser                   | 40          |      | Image manquante · Verser une photographie   |
| Monument commemorating the Centenary of Indian Immigration (Port Louis)                                             | Port Louis         |         | À géolocaliser                   | 41          |      | Image manquante · Verser une photographie   |
| Monument in memory of Sœur Marie Barthélemy, Jardin de la Compagnie                                                 | Port Louis         |         | À géolocaliser                   | 42          |      | Image manquante · Verser une photographie   |
| Monument of Revd. Mère Barthelemy (Western Cemetery)                                                                | Port Louis         |         | À géolocaliser                   | 43          |      | Image manquante · Verser une photographie   |
| Monument on Dr. Aimé Joseph Mailloux Tomb (Western Cemetery)                                                        | Port Louis         |         | À géolocaliser                   | 44          |      | Image manquante · Verser une photographie   |
| Monument of Maha Rana Pratab (Bell Village)                                                                         | Port Louis         |         | À géolocaliser                   | 45          |      | Image manquante · Verser une photographie   |
| Monument on Remy Ollier Tomb (Western Cemetery)                                                                     | Port Louis         |         | À géolocaliser                   | 46          |      | Image manquante · Verser une photographie   |
| Monument on Revd. Jean Lebrun Tomb (Western Cemetery)                                                               | Port Louis         |         | À géolocaliser                   | 47          |      | Image manquante · Verser une photographie   |
| Théâtre municipal                                                                                                   | Port Louis         |         | 20° 09′ 49″ sud, 57° 30′ 16″ est | 48          |      | Théâtre municipal · Verser une photographie |
| Old Grand River North West Bridge                                                                                   | Port Louis         |         | À géolocaliser                   | 49          |      | Image manquante · Verser une photographie   |
| Old Gas Factory (Pleasure Ground)                                                                                   | Port Louis         |         | À géolocaliser                   | 50          |      | Image manquante · Verser une photographie   |
| One monument erected in memory of Dr Horace Beaugeard (outside Western Cemetery)                                    | Port Louis         |         | À géolocaliser                   | 51          |      | Image manquante · Verser une photographie   |
| One monument erected in memory of the dead of 1892 cyclone (outside Western Cemetery)                               | Port Louis         |         | À géolocaliser                   | 52          |      | Image manquante · Verser une photographie   |
| “Pierre Tombale” of Pere Gabriel Igou                                                                               | Port Louis         |         | À géolocaliser                   | 45A         |      | Image manquante · Verser une photographie   |
| Post Office Headquarters Building (Ex Civil Hospital)                                                               | Port Louis         |         | À géolocaliser                   | 53          |      | Image manquante · Verser une photographie   |
| Prosper d'Epinay Tomb (Western Cemetery)                                                                            | Port Louis         |         | À géolocaliser                   | 54          |      | Image manquante · Verser une photographie   |
| Revd. Sommuel Rock Tomb (Western Cemetery)                                                                          | Port Louis         |         | À géolocaliser                   | 55          |      | Image manquante · Verser une photographie   |
| Signal Tower (Harbour and Quays)                                                                                    | Port Louis         |         | À géolocaliser                   | 56          |      | Image manquante · Verser une photographie   |
| Sir Lionel Smith Tomb (Western Cemetery)                                                                            | Port Louis         |         | À géolocaliser                   | 57          |      | Image manquante · Verser une photographie   |
| Sir Robert Barclay Tomb (Western Cemetery)                                                                          | Port Louis         |         | À géolocaliser                   | 58          |      | Image manquante · Verser une photographie   |
| Sir Seewoosagur Ramgoolam Residence (Wooden Building)                                                               | Port Louis         |         | À géolocaliser                   | 59          |      | Image manquante · Verser une photographie   |
| Statue of A. Remy Ollier, Jardin de la Compagnie                                                                    | Port Louis         |         | À géolocaliser                   | 60          |      | Image manquante · Verser une photographie   |
| Statue of Adrien d'Epinay, Jardin de la Compagnie                                                                   | Port Louis         |         | À géolocaliser                   | 61          |      | Image manquante · Verser une photographie   |
| Statue of Brown Sequard, Jardin de la Compagnie                                                                     | Port Louis         |         | À géolocaliser                   | 62          |      | Image manquante · Verser une photographie   |
| Statue of Her Majesty Queen Victoria, Government House Compound                                                     | Port Louis         |         | À géolocaliser                   | 63          |      | Image manquante · Verser une photographie   |
| Statue of His Majesty Kind Edward VII, Champ de Mars                                                                | Port Louis         |         | À géolocaliser                   | 64          |      | Image manquante · Verser une photographie   |
| Statue of Leoville L'Homme, Jardin de la Compagnie                                                                  | Port Louis         |         | À géolocaliser                   | 65          |      | Image manquante · Verser une photographie   |
| Statue of Mahé de Labourdonnais                                                                                     | Port Louis         |         | À géolocaliser                   | 66          |      | Image manquante · Verser une photographie   |
| Statue of Manilall Doctor, Jardin de la Compagnie, Port Louis                                                       | Port Louis         |         | À géolocaliser                   | 67          |      | Image manquante · Verser une photographie   |
| Statue of Sir John Pope Hennessy, KCMG, Place Sookdeo Bissoondoyal                                                  | Port Louis         |         | À géolocaliser                   | 68          |      | Image manquante · Verser une photographie   |
| Statue of Sir Seewoosagur Ramgoolam, Port Louis Waterfront                                                          | Port Louis         |         | À géolocaliser                   | 61A         |      | Image manquante · Verser une photographie   |
| Statue of Sir W. Stevenson, KCB, Government House Compound                                                          | Port Louis         |         | À géolocaliser                   | 69          |      | Image manquante · Verser une photographie   |
| Statue of Sir William Newton, Place Sookdeo Bissoondoyal                                                            | Port Louis         |         | À géolocaliser                   | 70          |      | Image manquante · Verser une photographie   |
| Statue of V. I. Lenin, Robert Edward Hart Garden                                                                    | Port Louis         |         | À géolocaliser                   | 71          |      | Image manquante · Verser une photographie   |
| St James Cathedral (Port Louis)                                                                                     | Port Louis         |         | À géolocaliser                   | 72          |      | Image manquante · Verser une photographie   |
| St Jean Presbyterian Church                                                                                         | Port Louis         |         | À géolocaliser                   | 73          |      | Image manquante · Verser une photographie   |
| Swinny Tomb (Western Cemetery)                                                                                      | Port Louis         |         | À géolocaliser                   | 74          |      | Image manquante · Verser une photographie   |
| The Charles Baissac Tomb (Western Cemetery)                                                                         | Port Louis         |         | À géolocaliser                   | 75          |      | Image manquante · Verser une photographie   |
| The Dr. Onesipho Beaugeard Tomb (Western Cemetery)                                                                  | Port Louis         |         | À géolocaliser                   | 76          |      | Image manquante · Verser une photographie   |
| The Edith Cavell Government School (Port Louis)                                                                     | Port Louis         |         | À géolocaliser                   | 77          |      | Image manquante · Verser une photographie   |
| The General Post Office                                                                                             | Port Louis         |         | À géolocaliser                   | 78          |      | Image manquante · Verser une photographie   |
| The Mercantile Bank Building                                                                                        | Port Louis         |         | À géolocaliser                   | 79          |      | Image manquante · Verser une photographie   |
| The Stone and Iron Works of Port Louis Market (Marché Central)                                                      | Port Louis         |         | À géolocaliser                   | 80          |      | Image manquante · Verser une photographie   |
| The Supreme Court Buildings                                                                                         | Port Louis         |         | À géolocaliser                   | 81          |      | Image manquante · Verser une photographie   |
| The Treasury Buildings                                                                                              | Port Louis         |         | À géolocaliser                   | 82          |      | Image manquante · Verser une photographie   |
| Tomb of Commodore Nouse (Western Cemetery)                                                                          | Port Louis         |         | À géolocaliser                   | 83          |      | Image manquante · Verser une photographie   |
| Tomb of Jean Pascal Dujonc de Boisquesnay, Western Cemetery (Old Cemetery)                                          | Port Louis         |         | À géolocaliser                   | 84          |      | Image manquante · Verser une photographie   |
| Trou Fanfaron Police Station                                                                                        | Port Louis         |         | À géolocaliser                   | 85          |      | Image manquante · Verser une photographie   |
| Vagrant Depot | Port Louis         |         | À géolocaliser                   | 86          |      | Image manquante · Verser une photographie   |
| Victoria Station(G.R.N.W.)                                                                                          | Port Louis         |         | À géolocaliser                   | 87          |      | Image manquante · Verser une photographie   |
| Wenceslas Bojer Tomb (Western Cemetery)                                                                             | Port Louis         |         | À géolocaliser                   | 88          |      | Image manquante · Verser une photographie   |
| Monument commemorating the wreck of St. Géran (Poudre d'Or)                                                         | Rivière du Rempart |         | À géolocaliser                   | 1           |      | Image manquante · Verser une photographie   |
| Old Windmill (Petit Paquet)                                                                                         | Rivière du Rempart |         | À géolocaliser                   | 2           |      | Image manquante · Verser une photographie   |
| Round Island, Riviere du Rempart                                                                                    | Rivière du Rempart |         | À géolocaliser                   | 2A          |      | Image manquante · Verser une photographie   |
| Transit of the Planet Venus Pillar (St. Antoine)                                                                    | Rivière du Rempart |         | À géolocaliser                   | 3           |      | Image manquante · Verser une photographie   |
| Windmill Tower of Belle Rive (Cap Malheureux)                                                                       | Rivière du Rempart |         | À géolocaliser                   | 4           |      | Image manquante · Verser une photographie   |
| Windmill Tower of Forbach                                                                                           | Rivière du Rempart |         | À géolocaliser                   | 5           |      | Image manquante · Verser une photographie   |
| Cannon (Pointe Canon)                                                                                               | Rodrigues          |         | À géolocaliser                   | 1           |      | Image manquante · Verser une photographie   |
| Ex-Administration Block (Port Mathurin)                                                                             | Rodrigues          |         | À géolocaliser                   | 2           |      | Image manquante · Verser une photographie   |
| Garde Post (Mont Venus)                                                                                             | Rodrigues          |         | À géolocaliser                   | 3           |      | Image manquante · Verser une photographie   |
| Ben Gontron House (Barclay Street, Port Mathurin)                                                                   | Rodrigues          |         | À géolocaliser                   | 4           |      | Image manquante · Verser une photographie   |
| Lieu de Mémoire, L’Union, Rodrigues                                                                                 | Rodrigues          |         | À géolocaliser                   | 5           |      | Image manquante · Verser une photographie   |
| Residency Buildings (Port Mathurin)                                                                                 | Rodrigues          |         | À géolocaliser                   | 6           |      | Image manquante · Verser une photographie   |
| Bain des Négresses Bridge (Souillac)                                                                                | Savanne            |         | À géolocaliser                   | 1           |      | Image manquante · Verser une photographie   |
| Baron d’Unienville Tomb (Souillac)                                                                                  | Savanne            |         | À géolocaliser                   | 2           |      | Image manquante · Verser une photographie   |
| Le Batelage Building (Souillac)                                                                                     | Savanne            |         | À géolocaliser                   | 3           |      | Image manquante · Verser une photographie   |
| Maison St. Aubin | Savanne            |         | À géolocaliser                   | 4           |      | Image manquante · Verser une photographie   |
| Police Station (Souillac)                                                                                           | Savanne            |         | À géolocaliser                   | 5           |      | Image manquante · Verser une photographie   |
| Police Station (Tyack)                                                                                              | Savanne            |         | À géolocaliser                   | 6           |      | Image manquante · Verser une photographie   |
| Telfair Monument | Savanne            |         | À géolocaliser                   | 7           |      | Image manquante · Verser une photographie   |
| Trevessa Monument (Bel Ombre)                                                                                       | Savanne            |         | À géolocaliser                   | 8           |      | Image manquante · Verser une photographie   |